# The Great Buck Howard
The Great Buck Howard is een Amerikaanse filmkomedie uit 2008 zowel geschreven als geregisseerd door Sean McGinly. Hij baseerde het fictieve hoofd- en titelpersonage Buck Howard op The Amazing Kreskin, een mentalist wiens carrière piekte in de jaren 70 van de 20e eeuw. McGinley maakte hem van dichtbij mee toen hij een tijd voor hem als roadmanager werkte. De film ging in première op het Sundance Film Festival 2008 en verscheen in Nederland direct op dvd.

## Verhaal
Troy Gable (Colin Hanks) overwoog in zijn kindertijd van alles om te worden als hij eenmaal volwassen was, maar omdat er voor zijn vader (Tom Hanks) maar één acceptabele keuze was, ging hij op zijn twintigste rechten studeren. Hij krijgt hier na twee jaar zo genoeg van dat hij er per direct mee stopt. Gable wil op zoek naar wat hem echt gelukkig maakt. Hij wil een kans wagen om schrijver te worden. Hij beseft dat hij voorlopig wel iets anders ernaast moet doen om van rond te kunnen komen en komt zo terecht op een afspraak met Gil Bellamy (Ricky Jay), de agent van mentalist Buck Howard. Howard was in zijn hoogtijdagen een nationale bekendheid en verscheen meer dan zestig keer bij Johnny Carson in The Tonight Show, maar zijn faam is inmiddels flink vervaagd. Gable had nog nooit van hem gehoord. Bellamy biedt hem aan om voor 650 dollar per week Howards road manager te worden. Dat houdt in dat hij alles moet regelen rondom de optredens van Howard, zodat die zichzelf enkel en alleen met optreden zelf bezig hoeft te houden. Howard zelf verschijnt even later aan tafel en komt binnen alsof hij nog steeds wereldberoemd is. Hij is excentriek, energiek en charmant en krijgt er geen genoeg van om te vermelden welke beroemdheden hij allemaal kent of - eigenlijk - kende.
Gable gaat mee naar een optreden van Howard om te kijken hoe alles tijdens zijn shows in zijn werk gaat. Hij maakt er kennis met Howards andere roadmanager Alan Berkman (Adam Scott), die duidelijk laat merken dat hij het wel zo'n beetje gezien heeft bij zijn baas. Daarnaast loopt journalist Edward Kelly (Jonathan Ames) achter de schermen mee. Hij is bezig met een artikel over Howard voor het tijdschrift Entertainment. Gable is er getuige van een ruzie tussen Berkman en Howard, die Berkman zijn baan kost. Voor die weggaat, waarschuwt hij Gable om de baan vooral niet te nemen omdat het rotwerk is. Gable vindt het niettemin wel interessant wat Howard allemaal als showman laat zien en laat zich door de tegen hem erg voorkomende artiest overhalen een tijdje voor hem te komen werken en zo wat levenservaring op te doen. In die tijd kan hij bedenken wat hij daarna echt met zijn leven wil doen. Gable ondervindt zo dat Howard nog steeds overal fans heeft die hem kennen van weleer, maar dat de man tegelijkertijd steevast voor halflege zalen optreedt. Het lijkt Howard allemaal weinig te deren, hij is de wereldberoemde Great Buck Howard. Hoewel Howard zich naar buiten toe altijd vriendelijk en charmant gedraagt tegen iedereen, blijkt hij achter de schermen niet helemaal dezelfde persoon. Hij eist dat altijd alles perfect voor hem geregeld is, ook als onvoorzienziene omstandigheden ervoor zorgen dat bepaalde ongemakken nooit voorkomen hadden kunnen worden. Bovendien wisselen zijn wensen nogal eens en kan hij het niet verdragen als iemand hem niet met alle egards behandelt die horen bij 'een artiest van zijn statuur'. In realiteit weet een groot deel van de buitenwereld alleen nog amper wie hij is. Zijn hoogtijdagen liggen achter hem en agent Bellamy weet heden ten dage presentators als David Letterman en Jay Leno niet te interesseren hem te ontvangen in hun televisieprogramma's.
Howard vertelt Gable en Bellamy dat hij al drie jaar bezig is met oefenen op een 'effect' dat hij in Cincinnati voor het eerst wil laten zien en waarvan hij verwacht dat het zijn grote comeback zal zijn. Om hem te helpen media warm te maken hiervoor, wordt de jonge persattaché Valerie Brennan (Emily Blunt) gestuurd, in plaats van de door hem gewenste ervaren man. Zij zoekt raad bij Gable over hoe ze om moet gaan met de excentriekeling. Zijn nuchterheid over Howard en manier van in het leven staan, spreken haar erg aan. Gable ziet zijn huidige baan niet als zijn levensbestemming, maar hij voelt zich er voorlopig goed bij en doet het daarom liever dan een studie die hem niet gelukkig maakt. Hij en Brennan worden hecht en worstelen zich samen door Howards buien heen. Ondanks zijn soms vreemde humeur, blijft Gable voor Howard ook sympathie houden. Howards optreden in Cincinnati flopt. Zijn optreden slaagt perfect en Brennan heeft voor honderden deelnemers en flink wat media gezorgd, maar voor Howards optreden zijn climax bereikt, zijn alle media vertrokken naar een auto-ongeluk nabij waarin Jerry Springer betrokken is. Niemand was er getuige van hoe hij honderden mensen tegelijkertijd in slaap bracht. Howard is woest en verwijt Brennan dat ze alleen lokale pers op de been bracht, maar landelijke media waren niet geïnteresseerd. Wanneer hij dreigt voor haar ontslag te zorgen, neemt ze revanche door hem het nummer van Entertainment te laten zien waarin Kelly's verhaal over Howard staat, getiteld The (not so) Great Buck Howard. Het artikel is vernietigend. Brennan wil vertrekken en Gable staat al met haar in de lift om mee te gaan, maar ze komen terug naar binnen omdat daar iets blijkt te zijn voorgevallen. Op de grond ligt Howard, buiten bewustzijn. Het lijkt in eerste instantie een hartaanval, maar in het ziekenhuis blijkt hij alleen te zijn flauwgevallen.
Gable heeft het inmiddels wel gezien bij Howard en wil ontslag nemen. Hij wil Howards naasten op de hoogte brengen van diens ziekenhuisopname voor hij vertrekt, maar verneemt dan van Bellamy dat Howard naast Gable helemaal niemand heeft. Daarom blijft Gable toch maar. Wanneer hij Howard opzoekt in het ziekenhuis, vertrouwt die hem toe dat hij eigenlijk zelf ook wel weet dat hij al jaren passé is en zijn loopbaan als mentalist er feitelijk op zit. Het zijn van een showman voelt alleen aan als zijn levensbestemming en hij wilde die niet zomaar opgeven, maar besluit nu dat er niets anders op zit. Op dat moment zien ze op televisie niettemin dat Howard door zijn ineenzakken en ziekenhuisopname ineens onderwerp van gesprek is in televisieprogramma's op zowat alle zenders. Plotseling wordt hij uitgenodigd om te verschijnen in de programma's van onder andere Conan O'Brien, Jon Stewart en Regis Philbin. De heropleving van Howards faam blijkt alleen van korte duur wanneer hij wordt uitgenodigd voor de show van Jay Leno. Die heeft ook Tom Arnold te gast en omdat zijn gesprek met hem uitloopt, is er geen zendtijd over om Howard voor de camera te halen. Hij snelt zich naar Dan Green (Wallace Langham), die hem eerder aanbood op reguliere basis op te komen treden in Las Vegas. Howard kan met een eerste optreden een tweejarig contract verdienen, maar daarin gaat voor het eerst in veertig jaar zijn grote truuk aan het einde van zijn show mis. Daarin laat hij iemand uit het publiek ongezien zijn gage bij zich verstoppen, die hij vervolgens blind aanwijst om het geld terug te geven. Deze keer kan hij zijn geld niet terugvinden. Het contract gaat niet door. Howards carrière is definitief ten einde.
Een tijd later ziet Gable in de krant een advertentie waarin een eenmalige laatste show van Howard staat aangekondigd. Hij gaat erheen en komt Howard in zijn kleedkamer begroeten. Howard kon het simpelweg niet laten op te treden. Gable vertelt hem dat hij nooit door heeft gekregen hoe zijn truuk met het terugvinden van zijn gage werkt, maar dat iemand hem heeft verteld dat het met een oortje en een handlager in de zaal werkt. Howard moet hierom lachen en zegt hem tijdens de show goed op te letten. Daarin laat hij twee dokters uit het publiek komen om zijn oren te controleren op de aanwezigheid van een zendertje en blijft hij vervolgens met een zak over zijn hoofd op het podium staan terwijl zijn gage verstopt wordt in het publiek. Even lijkt het weer mis te gaan, maar Howard vindt wel degelijk wéér zijn loon terug. Hij kan de truuk nog wel degelijk en de aanwezigheid van een zendertje in zijn oor als methode lijkt onmogelijk. Daarom vraagt Gable hem of hij de truuk in Las Vegas expres liet mislukken. Howard geeft er geen rechtstreeks antwoord op, maar vertelt dat Las Vegas niets meer voor hem is en dat hij van het optreden voor kleine zaaltjes met trouwe fans is gaan houden.

## Rolverdeling
| - John Malkovich - Buck Howard - Colin Hanks - Troy Gable - Emily Blunt - Valerie Brennan - Ricky Jay - Gil Bellamy - Steve Zahn - Kenny - Tom Hanks - Pa Gable - Griffin Dunne - Johnathan Finerman - Debra Monk - Doreen - Adam Scott - Alan Berkman - Patrick Fischler - Michael Perry - Wallace Langham - Dan Green - Jonathan Ames - Edward Kelly - Jacquie Barnbrook - Sheila Heller - Terry Scannell - Kip - Matt Hoey - Charley - Stacey Travis - Cindy Crown - David Higgins - Mark Simpson | - Matthew Gray Gubler - Russell - Nate Hartley - als fan - Bill Saluga als zichzelf - Gary Coleman als zichzelf - Michael Winslow als zichzelf - Jack Carter als zichzelf - Martha Stewart als zichzelf - Damien Fahey als zichzelf - Conan O'Brien als zichzelf - Jon Stewart als zichzelf - David Blaine als zichzelf - Regis Philbin als zichzelf - Kelly Ripa als zichzelf - George Takei als zichzelf - Mary Hart als zichzelf - Jay Leno als zichzelf - Tom Arnold als zichzelf |

## Trivia
- Troy en pa Gable worden gespeeld door Colin en Tom Hanks, in realiteit ook vader en zoon.